# Ostberliner Stadtderby

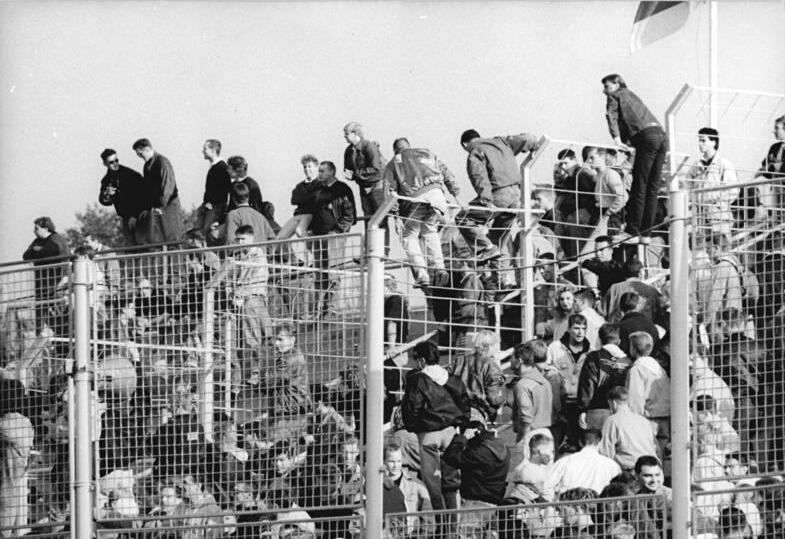
Fans beim Derby am 23. September 1990

Als Ostberliner Stadtderby werden die Fußballspiele zwischen dem BFC Dynamo und dem 1. FC Union Berlin bezeichnet, welche beide im Januar 1966 während der Zeit der Berliner Teilung in Ost-Berlin gegründet wurden.

## Beschreibung
Vor der deutschen Wiedervereinigung im Jahre 1990 waren der BFC Dynamo und der 1. FC Union Berlin große Rivalen, deren Duelle vor vielen Zuschauern stattfanden und bei denen es oft zu Ausschreitungen kam. Im gesamtdeutschen Ligensystem spielten beide Vereine ab 1991 nur noch dritt- bzw. in den 2000er Jahren sogar nur viert- und fünftklassig. Zwar kamen weniger Zuschauer, aber die Intensität der Derbys nahm aufgrund der jahrzehntelang gepflegten gegenseitige Abneigung nicht ab. Die Spiele gegeneinander gelten auch heute noch als besonders risikoreich, selbst wenn nur Unions „Zweete“ auf den BFC trifft, wie im Jahr 2015, als das Spiel mehrmals kurz vor dem Abbruch stand. Auf der einen Seite resultierte die Rivalität aus dem lokalen Derbycharakter, besondere sportpolitische Aspekte kamen jedoch hinzu. Der BFC erhielt Unterstützung durch das Ministerium für Staatssicherheit, Union Berlin dagegen wurde vom FDGB sowie dem Trägerbetrieb des Vereins – dem VEB Kabelwerk Oberspree Berlin – und der Berliner SED-Bezirksleitung unterstützt, jedoch nicht in einem so umfangreichen finanziellen Rahmen. Spieler vom 1. FC Union Berlin wurden zum BFC und umgekehrt delegiert. In den 1970er Jahren wurde der BFC Dynamo vom Deutschen Fußball-Verband (DFV) zum Schwerpunktclub in Berlin erklärt. So wechselten viele Talente vom FCU zum BFC und im Gegenzug erhielt Union meist Spieler, die ihren Leistungszenit bereits überschritten hatten. Darüber hinaus war Union gezwungen, alle Derbys zwischen beiden Mannschaften ab der Saison 1976/77 nur noch im Stadion der Weltjugend auszutragen.

## Spielstätten

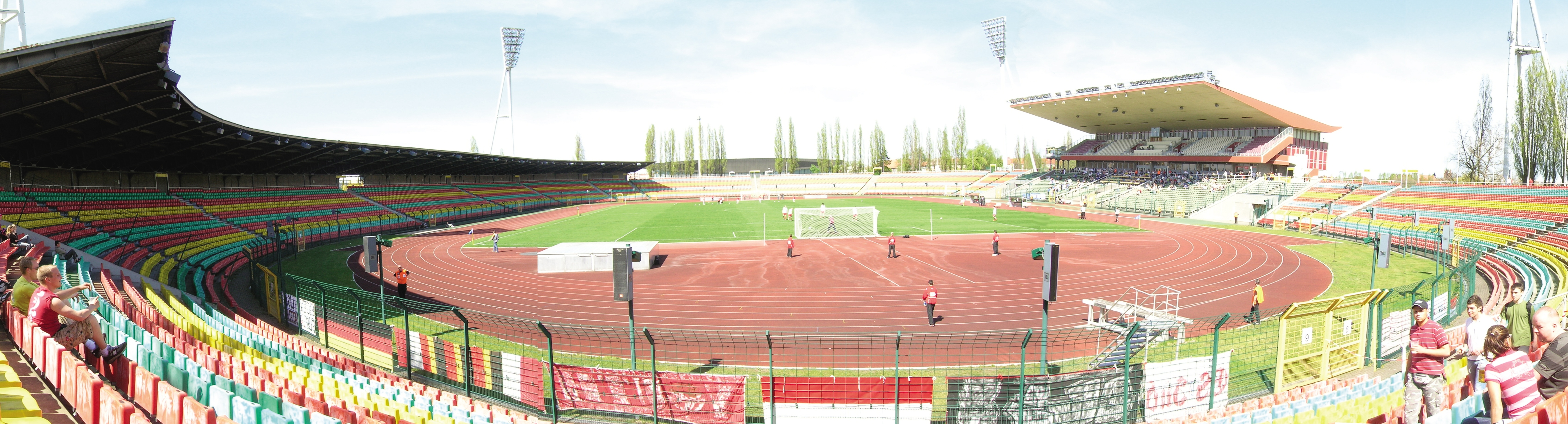

Wie auch beim Leipziger Stadtderby fanden zur Zeit der DDR die meisten Spiele zwischen dem BFC und Union in einem neutralen, zentral gelegenen „Prestige-Stadion“ statt, welches als Symbol der DDR-Regierung betrachtet wurde. Einige Duelle fanden auch im Friedrich-Ludwig-Jahn-Sportpark im Prenzlauer Berg statt, in dem 20 Jahre lang der sechsmalige DDR-Meister FC Vorwärts Berlin seine Heimat hatte. Seit 1990 wurden nahezu alle Spiele in den beiden Heimstadien Sportforum in Hohenschönhausen und Alte Försterei in Köpenick ausgetragen. Dies ist eine Auflistung mit kurzer Beschreibung der vier Stadien, in denen Derbys stattfanden:

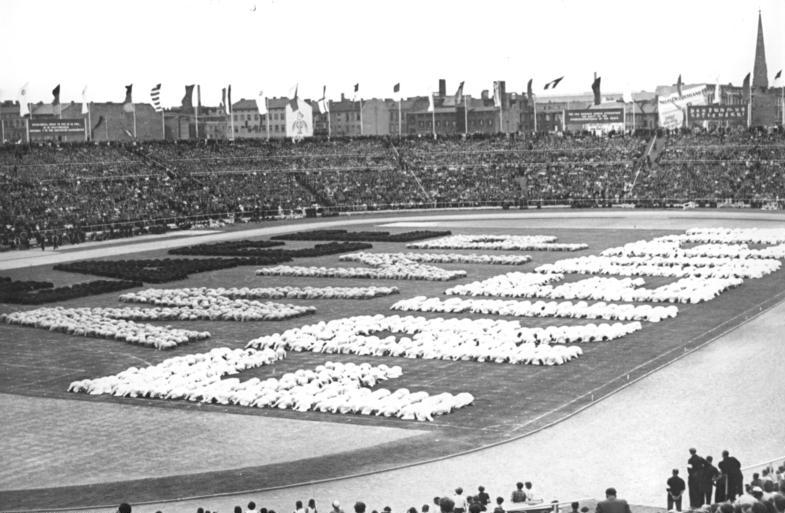

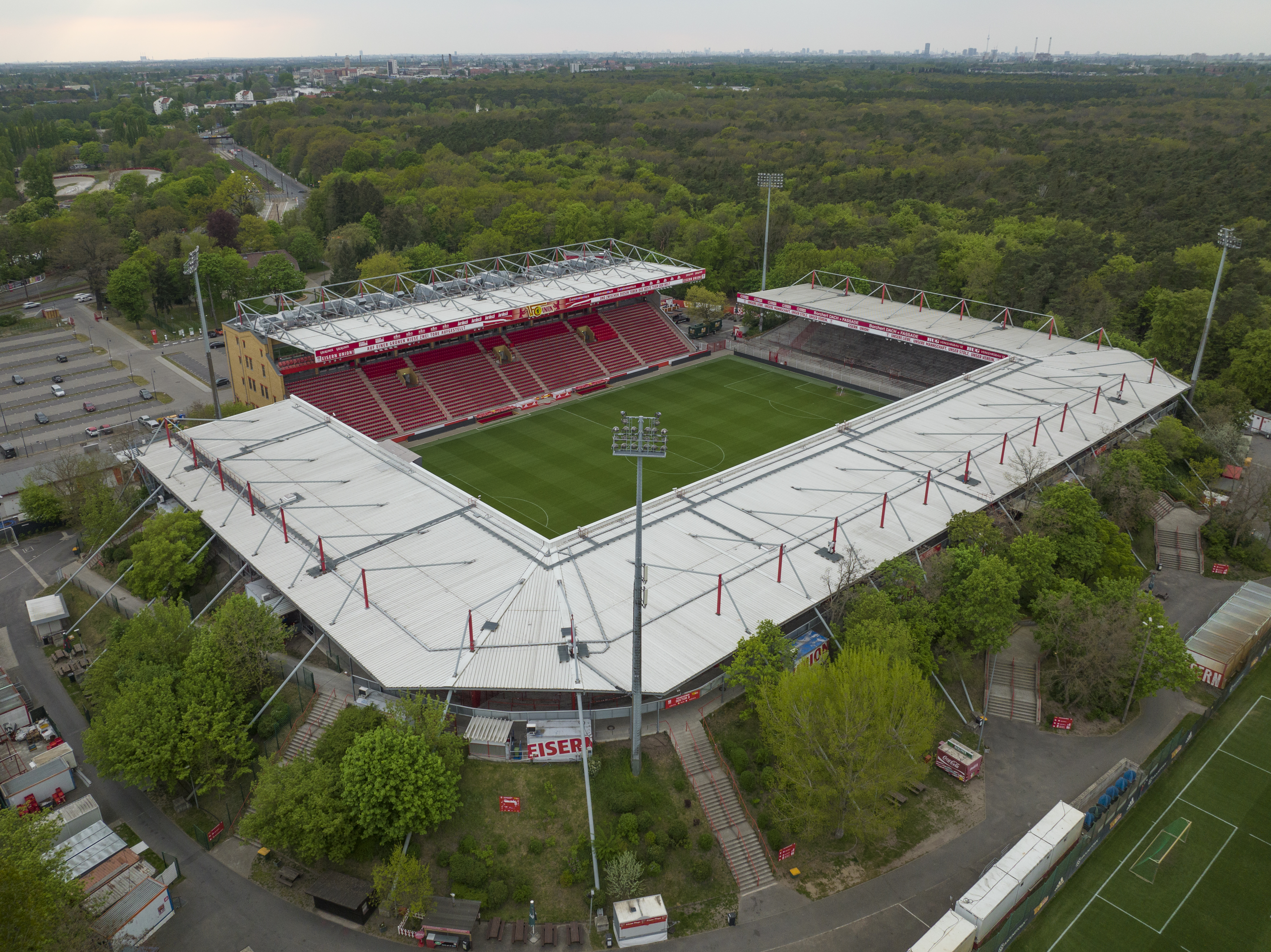

- Stadion der Weltjugend, 1950 in Mitte erbaut und zu Beginn offiziell Walter-Ulbricht-Stadion, im Volksmund aber „Zickenwiese“ genannt und am 23. Juli 1973 in Stadion der Weltjugend umgetauft. Auf dem Gelände befand sich zuvor das Polizeistadion. Das inoffizielle Duell zwischen der ostdeutschen Nationalelf und dem sowjetischen Spitzenverein Dinamo Moskau zur Eröffnung der Weltjugendfestspiele am 5. August 1951 verzeichnete dabei die Rekordzuschauerzahl von 70.000. Bis 1961 bestritt die Fußballmannschaft des SC Dynamo Berlin (aus der 1966 der BFC Dynamo hervorging) im Walter-Ulbricht-Stadion ihre Heimspiele. Der bis 1971 in Berlin ansässige FC Vorwärts Berlin wich für einige Europapokalpartien ebenfalls hierhin aus. So sahen z. B. 1959 rund 65.000 Zuschauer das Duell Vorwärts gegen die Wolverhampton Wanderers. Das Finale des DDR-Pokals, der sogenannte FDGB-Pokal, wurde 16-mal hier ausgetragen. Ab 1976 wurden auch alle Oberliga-Derbys zwischen dem BFC Dynamo und seinem Ortsrivalen 1. FC Union Berlin im Weltjugend-Stadion ausgetragen. Der 1. FC Union musste zudem 1981 einige Heimspiele lang nach Mitte ausweichen, da am heimischen Stadion An der Alten Försterei Umbauarbeiten stattfanden. 1992 wurde das Stadion übereilt abgerissen, um Platz für eine Sportstätte für die Olympischen Spiele 2000 zu machen. Mittlerweile wurde auf dem 15 Jahre brachliegenden Gelände die Zentrale des Bundesnachrichtendienstes erbaut. Insgesamt 21 Pflichtspiel-Derbys zwischen BFC und Union wurden hier ausgetragen.

- Friedrich-Ludwig-Jahn-Sportpark, 1951 in Prenzlauer Berg anlässlich der Weltjugendfestspiele nach Plänen von Rudolf Ortner auf einem Gelände erbaut, welches bis 1904 die erste Spielstätte des Fußballvereins Hertha BSC (damals: BFC Hertha 1892) war. Es entstand neben weiteren Spiel-, Trainings- und Wettkampfstätten auch ein Fußball- und Leichtathletikstadion mit einem Fassungsvermögen von 30.000 Zuschauern. Vorwärts Berlin nutzte das Stadion von 1953 bis 1971, wurde während dieser Zeit sechsmal Meister, dreimal Pokalsieger und trug hier 43 Europapokalspiele aus. Von 1975 an war der BFC Dynamo fast ohne Unterbrechung hier heimisch und feierte neun seiner zehn Meistertitel im Prenzlauer Berg. Eins seiner größten Spiele was das Europapokal-Halbfinale 1971 gegen den damaligen sowjetischen Rekordmeister und Namensvetter Dinamo Moskau vor 30.000 Zuschauern. Weitere Nutzer waren die DDR-Nationalmannschaft (10 Länderspiele), Hertha BSC und Blau-Weiß 90 Berlin (2. Bundesliga 1991/92), 1. FC Union Berlin (UEFA Cup 2001/2002 und 3. Liga 2008/09), Türkiyemspor Berlin (Oberliga 1991/92, Regionalliga Nordost 1994/95, Regionalliga Nord 2008 bis 2011), Berliner AK 07 (Oberliga Nordost 2006/07), FC Viktoria Berlin (3. Liga 2021/22 und Regionalliga Nordost 2022/23) neben weiteren Vereinen. Auch fanden Endspiele um den Berliner Pokal statt. Seit 1990 wurde der Jahn-Sportpark häufig genutzt, wenn Vereine nach einem Aufstieg die Auflagen für ihre eigentlichen Stadien nicht erfüllen konnten. Insgesamt 5 Pflichtspiel-Derbys zwischen BFC und Union wurden hier ausgetragen.

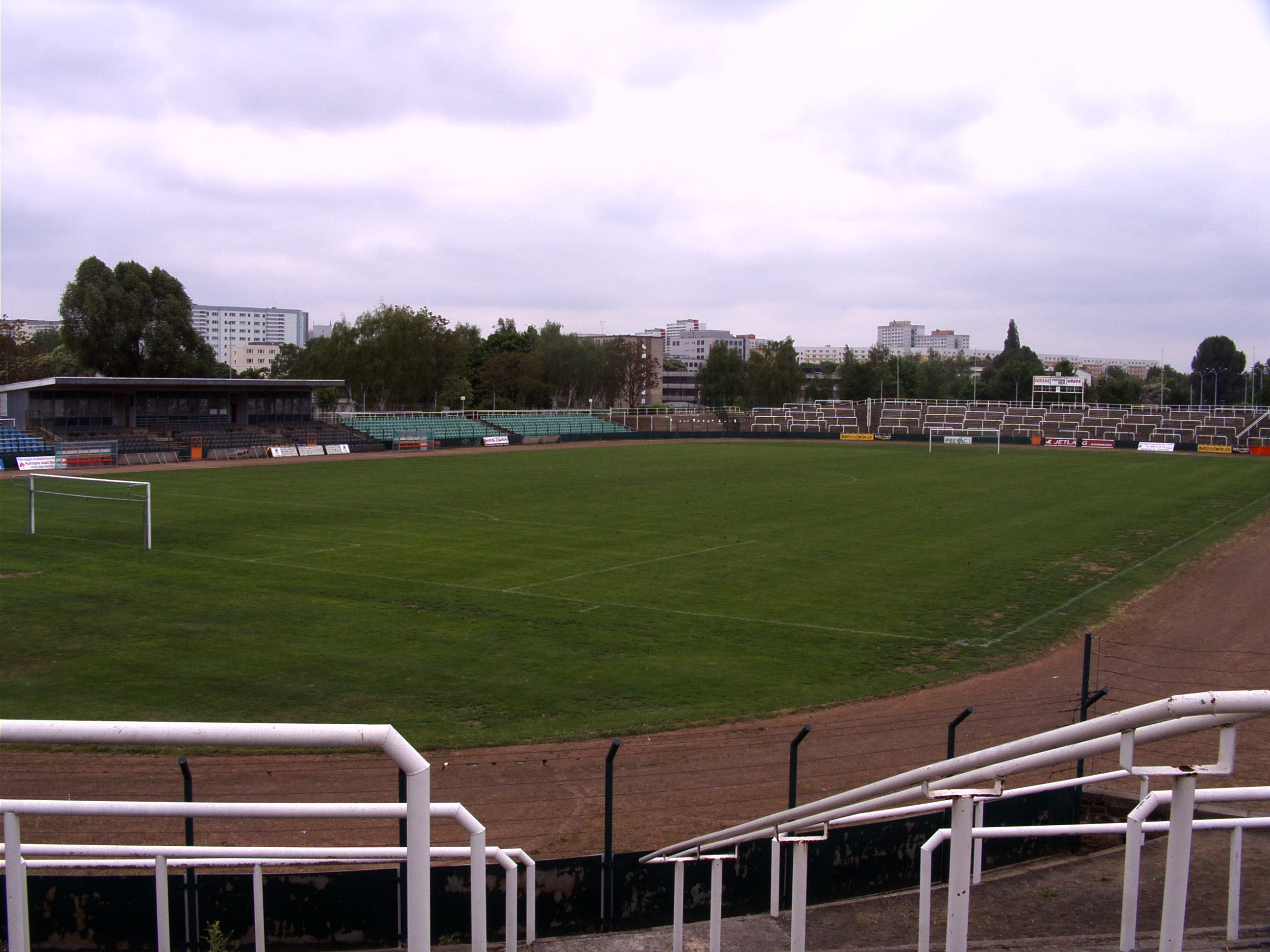

- Stadion im Sportforum Hohenschönhausen, 1959 in Hohenschönhausen erbaut. Während der Zeit der DDR wurde es offiziell Dynamo-Stadion genannt. Zuvor befand sich auf dem Gelände der Sportplatz Steffenstraße, den bereits der frühe Vorgänger des BFC Dynamo, die Fußballabteilung der SG Dynamo Berlin, genutzt hatte. Die SG Dynamo Berlin spielte hier in der DDR-Liga 1953/54. Ab der Saison 1961/62 nutzte dann die Fußballabteilung des Sportclub SC Dynamo Berlin das Stadion im Sportforum, zog aber 1975 in den Friedrich-Ludwig-Jahn-Sportpark im damaligen Stadtbezirk Prenzlauer Berg um; das Sportforum blieb aber Sitz und Trainingsstätte des Gesamtvereins. Der Zuschauerrekord von 20.000 wurde im UEFA-Cup der Saison 1972/73 im Spiel gegen den FC Liverpool aufgestellt. Hier fand 2006 das bisher letzte Pflichtspiel-Derby statt, welches als einziges abgebrochen wurde. Insgesamt 12 Pflichtspiel-Derbys zwischen BFC und Union wurden hier ausgetragen.

- Stadion An der Alten Försterei, 1920 in Köpenick durch Union unter dem damaligen Namen SC Union Oberschöneweide gebaut und am 7. März 1920 mit einem Spiel gegen Viktoria Berlin (damals Viktoria 89) erstmals bespielt. Offiziell eingeweiht wurde es am 7. August 1920 vor 7.000 Zuschauern gegen den amtierenden deutschen Meister 1. FC Nürnberg (Ergebnis 1:2).[1] In den Wirren der Teilung Deutschlands flüchteten viele Spieler und Funktionäre nach West-Berlin und gründeten dort den SC Union 06 Berlin, welcher vor dem Bau der Berliner Mauer zahlreich unterstützt wurde. Um 1970 wurde die Kapazität von 12.000 auf 15.000 erhöht.[2] Unter dem Motto „Berlin hilft Union“ beteiligten sich viele Anhänger des Klubs. „Eisern Union nicht nur durch das Wort, sondern auch durch die Tat“ hieß es in der Klubzeitschrift Union Information. Von 1978 bis 1983 kam es zu weiteren Ausbauarbeiten, an denen sich 692 Anhänger und Förderer beteiligten, 8.000 neue Stehplätze sollten geschaffen werden.[3] In den 1980er Jahren wurde auch der noch heute gültige Zuschauerrekord aufgestellt. Je nach Quellenlage datiert dieser entweder am 23. Mai 1984 mit 22.500 Zuschauern[4] im Entscheidungsspiel um den Klassenverbleib in der DDR-Oberliga gegen Chemie Leipzig oder am 21. Juni 1986 mit 20.300 Zuschauern[4] im Intertoto-Pokalspiel gegen Bayer 05 Uerdingen. Während der Saison 2008/09 wurden durch 2.333 Stadionbauer 140.000 unentgeltliche Arbeitsstunden geleistet, was einem Wert von 4 Millionen Euro entspricht. Dabei wurden drei Stehplatztribünen saniert und überdacht.[5] Insgesamt 17 Pflichtspiel-Derbys zwischen Union und BFC wurden hier ausgetragen.

## Liste der Pflichtspiele zwischen den ersten Herrenmannschaften

### Liga und Pokal
| Datum              | Ergebnis  | Sieger       | Wettbewerb                         | Stadion                         | Zuschauer | Anmerkungen |
| ------------------ | --------- | ------------ | ---------------------------------- | ------------------------------- | --------- | --- |
| 5. November 1966   | 1–2       | Union Berlin | DDR-Oberliga                       | Dynamo-Stadion im Sportforum    | 10.000    | |
| 26. April 1967     | 3–0       | Union Berlin | DDR-Oberliga                       | Stadion An der Alten Försterei  | 10.000    | |
| 27. Oktober 1968   | 1–1       | Remis        | DDR-Oberliga                       | Stadion An der Alten Försterei  | 9.000     | |
| 3. Mai 1969        | 1–1       | Remis        | DDR-Oberliga                       | Dynamo-Stadion im Sportforum    | 13.000    | |
| 28. Oktober 1970   | 1–1       | Remis        | DDR-Oberliga                       | Dynamo-Stadion im Sportforum    | 8.000     | |
| 2. Juni 1971       | 0–1       | BFC Dynamo   | DDR-Oberliga                       | Stadion An der Alten Försterei  | 15.000    | |
| 26. Dezember 1971  | 1–1       | Remis        | DDR-Oberliga                       | Dynamo-Stadion im Sportforum    | 14.000    | Im Dynamo-Stadion im Sportforum kam es zu einem Massenaufruhr mit 8 Festnahmen. |
| 17. Mai 1972       | 0–0       | Remis        | DDR-Oberliga                       | Stadion An der Alten Försterei  | 14.000    | |
| 7. Juni 1972       | 3–1       | BFC Dynamo   | Fuwo-Pokal                         | Friedrich-Ludwig-Jahn-Sportpark | 3.500     | |
| 30. September 1972 | 1–2       | Union Berlin | DDR-Oberliga                       | Dynamo-Stadion im Sportforum    | 15.000    | |
| 14. April 1973     | 0–2       | BFC Dynamo   | DDR-Oberliga                       | Stadion An der Alten Försterei  | 18.000    | |
| 4. September 1976  | 1–0       | Union Berlin | DDR-Oberliga                       | Stadion der Weltjugend          | 45.000    | |
| 19. Februar 1977   | 0–1       | Union Berlin | DDR-Oberliga                       | Stadion der Weltjugend          | 28.000    | |
| 26. August 1977    | 1–0       | BFC Dynamo   | DDR-Oberliga                       | Stadion der Weltjugend          | 45.000    | |
| 4. März 1978       | 0–2       | BFC Dynamo   | DDR-Oberliga                       | Stadion der Weltjugend          | 45.000    | |
| 2. September 1978  | 5–0       | BFC Dynamo   | DDR-Oberliga                       | Stadion der Weltjugend          | 32.000    | |
| 4. November 1978   | 1–8       | BFC Dynamo   | FDGB-Pokal                         | Stadion der Weltjugend          | 20.000    | |
| 18. November 1978  | 7–1       | BFC Dynamo   | FDGB-Pokal                         | Stadion der Weltjugend          | 10.000    | |
| 3. März 1979       | 1–2       | BFC Dynamo   | DDR-Oberliga                       | Stadion der Weltjugend          | 18.000    | |
| 9. Dezember 1979   | 2–0       | BFC Dynamo   | DDR-Oberliga                       | Stadion der Weltjugend          | 20.000    | |
| 3. Mai 1980        | 0–6       | BFC Dynamo   | DDR-Oberliga                       | Stadion der Weltjugend          | 31.000    | |
| 28. August 1982    | 4–0       | BFC Dynamo   | DDR-Oberliga                       | Stadion der Weltjugend          | 33.000    | |
| 6. April 1983      | 1–4       | BFC Dynamo   | DDR-Oberliga                       | Stadion der Weltjugend          | 14.000    | |
| 19. November 1983  | 4–0       | BFC Dynamo   | DDR-Oberliga                       | Stadion der Weltjugend          | 22.000    | |
| 20. April 1984     | 1–3       | BFC Dynamo   | DDR-Oberliga                       | Stadion der Weltjugend          | 15.000    | |
| 17. August 1985    | 2–1       | BFC Dynamo   | DDR-Oberliga                       | Stadion der Weltjugend          | 30.000    | |
| 22. Februar 1986   | 1–1       | Remis        | DDR-Oberliga                       | Stadion der Weltjugend          | 18.000    | |
| 13. September 1986 | 8–1       | BFC Dynamo   | DDR-Oberliga                       | Stadion der Weltjugend          | 20.000    | |
| 1. April 1987      | 1–2       | BFC Dynamo   | DDR-Oberliga                       | Stadion der Weltjugend          | 11.000    | |
| 15. August 1987    | 0–4       | BFC Dynamo   | DDR-Oberliga                       | Stadion der Weltjugend          | 15.000    | |
| 5. März 1988       | 2–1       | BFC Dynamo   | DDR-Oberliga                       | Friedrich-Ludwig-Jahn-Sportpark | 12.000    | |
| 24. August 1988    | 1–1       | Remis        | DDR-Oberliga                       | Stadion der Weltjugend          | 25.000    | |
| 10. Dezember 1988  | 0–2       | BFC Dynamo   | FDGB-Pokal                         | Stadion An der Alten Försterei  | 20.000    | |
| 18. März 1989      | 2–3       | BFC Dynamo   | DDR-Oberliga                       | Stadion der Weltjugend          | 10.000    | |
| 23. September 1990 | 2–1 n. V. | Union Berlin | FDGB-Pokal                         | Stadion An der Alten Försterei  | 3.500     | Erstes Derby nach dem Fall der Mauer und erstmals tritt der BFC als FC Berlin an. |
| 8. Juni 1991       | 1–0       | Union Berlin | Aufstieg zur 2. Fußball-Bundesliga | Stadion An der Alten Försterei  | 9.000     | |
| 18. Juni 1991      | 2–0       | FC Berlin    | Aufstieg zur 2. Fußball-Bundesliga | Friedrich-Ludwig-Jahn-Sportpark | 9.475     | |
| 31. Mai 1992       | 3–0       | FC Berlin    | Aufstieg zur 2. Fußball-Bundesliga | Friedrich-Ludwig-Jahn-Sportpark | 4.520     | |
| 3. Juni 1992       | 0–4       | FC Berlin    | Aufstieg zur 2. Fußball-Bundesliga | Stadion An der Alten Försterei  | 2.400     | |
| 13. April 1994     | 8–6 n. E. | Union Berlin | Berliner Landespokal               | Stadion An der Alten Försterei  | 2.200     | Das Spiel wurde im Elfmeterschießen entschieden. |
| 24. September 1994 | 1–1       | Remis        | Regionalliga Nordost               | Stadion im Sportforum           | 2.338     | |
| 2. April 1995      | 3–2       | Union Berlin | Regionalliga Nordost               | Stadion An der Alten Försterei  | 3.600     | |
| 20. Oktober 1995   | 1–3       | Union Berlin | Regionalliga Nordost               | Stadion im Sportforum           | 2.170     | |
| 27. April 1996     | 4–1       | Union Berlin | Regionalliga Nordost               | Stadion An der Alten Försterei  | 1.680     | |
| 28. September 1996 | 0–6       | Union Berlin | Regionalliga Nordost               | Stadion im Sportforum           | 1.783     | |
| 28. März 1997      | 0–0       | Remis        | Regionalliga Nordost               | Stadion An der Alten Försterei  | 2.185     | |
| 7. Dezember 1997   | 3–1       | Union Berlin | Regionalliga Nordost               | Stadion An der Alten Försterei  | 1.621     | |
| 9. Mai 1998        | 2–2       | Remis        | Regionalliga Nordost               | Stadion im Sportforum           | 1.112     | |
| 5. Dezember 1998   | 0–3       | Union Berlin | Regionalliga Nordost               | Stadion im Sportforum           | 2.611     | |
| 8. Mai 1999        | 0–2       | BFC Dynamo   | Regionalliga Nordost               | Stadion An der Alten Försterei  | 2.543     | |
| 23. Oktober 1999   | 0–3       | Union Berlin | Regionalliga Nordost               | Stadion im Sportforum           | 4.220     | |
| 22. April 2000     | 2–1       | Union Berlin | Regionalliga Nordost               | Stadion An der Alten Försterei  | 5.010     | |
| 24. März 2001      | 0–3       | Union Berlin | Berliner Landespokal               | Friedrich-Ludwig-Jahn-Sportpark | 4.427     | |
| 21. August 2005    | 8–0       | Union Berlin | Oberliga Nordost                   | Stadion An der Alten Försterei  | 14.020    | Mehr als 1.000 Polizisten waren für das Spiel im Einsatz. Die Zuschauerzahl stellte einen neuen Rekord für die NOFV-Oberliga Nord auf.                                                   |
| 13. Mai 2006       | 0–2       | Union Berlin | Oberliga Nordost                   | Stadion im Sportforum           | 6.471     | Beim Stand von 1:1 stürmten in der 75. Minute mehrere Hundert BFC Hooligans das Spielfeld und rannten in die Union Fankurve. Das Spiel wurde abgebrochen und mit 2:0 für Union gewertet. |

### Statistik Pflichtspiele
| Wettbewerb                                           | Spiele | Siege BFC Dynamo | Unentschieden | Siege 1. FC Union | Tore   |
| ---------------------------------------------------- | ------ | ---------------- | ------------- | ----------------- | ------ |
| DDR-Oberliga (1966 – 1989)                           | 30     | 18               | 7             | 5                 | 65:24  |
| Fuwo-Pokal (1972)                                    | 1      | 1                | 0             | 0                 | 3:1    |
| FDGB-Pokal (1978, 1988 & 1990)                       | 4      | 3                | 0             | 1                 | 18:4   |
| Aufstiegsrunde zur 2. Bundesliga (1990/91 & 1991/92) | 4      | 3                | 0             | 1                 | 9:1    |
| Regionalliga Nordost (1994 – 2000)                   | 12     | 1                | 3             | 8                 | 11:30  |
| Berliner Landespokal (1994 & 2001)                   | 2      | 0                | 0             | 2                 | 3:6    |
| Oberliga Nordost (2005/2006)                         | 2      | 0                | 0             | 2                 | 0:10   |
| Gesamt                                               | 55     | 26               | 10            | 19                | 109:76 |

### Testspiele und Hallenturniere
| Datum            | Ergebnis | Sieger       | Wettbewerb    | Stadion                         | Zuschauer | Anmerkungen                                                                                            |
| ---------------- | -------- | ------------ | ------------- | ------------------------------- | --------- | --- |
| 13. Oktober 1971 | 3–0      | BFC Dynamo   | Test          | Friedrich-Ludwig-Jahn-Sportpark |           | |
| 9. Januar 1974   | 2–1      | Union Berlin | Test          | Stadion An der Alten Försterei  |           | |
| 3. August 1974   | 7–0      | BFC Dynamo   | Test          | Friedrich-Ludwig-Jahn-Sportpark |           | |
| 20. Januar 1990  | 5–4      | Union Berlin | Hallenturnier | Werner-Seelenbinder-Halle       | 4.400     | Das Spiel fand im Rahmen der ersten Ausgabe des „Internationales Berliner Hallenfußballturnier“ statt. |

#### Pflichtspiele zwischen BFC Dynamo I und Union Berlin II
| Datum            | Ergebnis | Sieger       | Wettbewerb           | Stadion                         | Zuschauer |
| ---------------- | -------- | ------------ | -------------------- | ------------------------------- | --------- |
| 22. August 2010  | 2–1      | Union Berlin | Oberliga Nordost     |                                 |           |
| 11. Februar 2011 | 1–0      | Union Berlin | Oberliga Nordost     |                                 |           |
| 2. November 2011 | 4–2      | Union Berlin | Oberliga Nordost     |                                 |           |
| 26. März 2012    | 1–0      | Union Berlin | Oberliga Nordost     |                                 |           |
| 29. August 2014  | 1–3      | Union Berlin | Regionalliga Nordost | Friedrich-Ludwig-Jahn-Sportpark | 3.125     |
| 15. März 2015    | 0–1      | BFC Dynamo   | Regionalliga Nordost | Stadion An der Alten Försterei  | 8.196     |

#### Pflichtspiele zwischen BFC Dynamo II und Union Berlin II
| Datum            | Ergebnis | Sieger       | Wettbewerb | Stadion                        | Zuschauer |
| ---------------- | -------- | ------------ | ---------- | ------------------------------ | --------- |
| 17. Oktober 1970 | 1–0      | Union Berlin | FDGB-Pokal | Stadion An der Alten Försterei | 800       |